# Oliva emeliodina
Oliva emeliodina is een slakkensoort uit de familie van de Olividae. De wetenschappelijke naam van de soort is voor het eerst geldig gepubliceerd in 1845 door Duclos.